# Donji Dušnik
Donji Dušnik (en serbe cyrillique : Доњи Душник) est un village de Serbie situé dans la municipalité de Gadžin Han, district de Nišava. Au recensement de 2011, il comptait 517 habitants.

## Démographie

### Évolution historique de la population
| 1948 | 1953 | 1961 | 1971 | 1981 | 1991 | 2002 | 2011 |
| ---- | ---- | ---- | ---- | ---- | ---- | ---- | ---- |
| 502  | 549  | 546  | 535  | 547  | 613  | 591  | 517  |

|  |